# Éric Capitaine
Pour les articles homonymes, voir Capitaine.
Éric Capitaine est un réalisateur français.

## Filmographie

### Courts métrages
- 2008 : Love is dead
- 2009 : Karma Battle
- 2011 : Violence elle seule

### Long métrage
- 2016 : Rupture pour tous